# Patrul rinpočhe

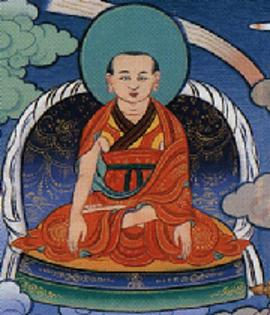
Patrul Rinpočhe

Dza Patrul Rinpočhe (1808-1887) neboli Orgjen Džigme Čhokji Wangpo byl osvíceným mistrem, který vedl potulný život. Je považován za jednoho z nejvýznamnějších duchovních učitelů devatenáctého století. Jeho hlavním učitelem byl Džigme Gjalwe Ňugu, velký mistr, jeden z hlavních žáků Džigme Lingpy. Od Džigme Gjalwe Ňugu obdržel spolu s dalšími významnými přenosy i učení přípravných praxí Longčhen Ňingtik a to bezmála pětadvacetkrát. Čas od času psal i své vlastní texty, které byly později sebrány do šesti svazků. Mezi ně patří např. Slova mého dokonalého učitele, Kunzang Lame Šjalung.

## Životopis

### Narození a dětství
Dza Palge Tulku nebo také Dzogčhen Patrul Rinpočhe se narodil ve čtrnáctém kalendářním cyklu roku Zemního Draka v Getse Dzačukhu, nacházejícím se v nomádské oblasti severního Khamu do rodiny nesoucí jméno Gjaltok. Byl rozpoznám Dodrubčhen Džigme Trinle Ozerem jako reinkarnace Palge Samten Phuntsoka a bylo mu dáno jméno Orgjen Džigme Čhokji Wangpo. Již v raném věku se bez problémů naučil číst a psát a byl ordinován Khen Šerab Zangpou. S Dola Džigme Kalsangem, Džigme Ngotsarem, Gjalse Šenpen Thajem a s dalšími učiteli studoval Trilogii nalezení utišení a klidu, Cestu bódhisattvy, Tajnou esenci tantry a mnoho dalších pojednání súter, tanter a také běžných vědních oblastí. Od Šečen Ontrul Thutob Namgjala obdržel čtený přenos Přeložených slov Buddhy (Kandžur) a učení o gramatice sanskrtu. Obdržel kompletní přenos Kandžuru a Tendžuru spolu s excelentními pojednáními vševědoucího otce a syna tradice Ňingma (Longčhen Rabjam a Džigme Lingpa), dále také pojednání Sakja Pandity, Mistra Tsonghapy a mnoha dalších mistrů staré a nové překladatelské tradice. Nezaujatým, vytrvalým a důkladný studiem a kontemplací těchto děl pak dosáhl dokonalé úrovně učenosti.
Nejenže obdržel od Džigme Gjalwe Ňugu pětadvacetkrát instrukce přípravných praxí Longčhen Ňingtik, ale také tyto přípravné praxe pětadvacetkrát dokončil. Navíc obdržel instrukce k praxi tsa-lung a k Dzogčhenu a studoval mnoho cyklů praxí, které se nacházejí v kánonických textech (kama) tradice Ňingma. Do Khjentse Ješe Dordže uvedl pomocí divokého a excentrického chování Patrula Rinpočheho přímo do stavu čisté bdělosti rigpy. Velmi dlouho praktikoval tsa-lungové praxe tradice Longčhen Ňingtik a obdržel nespočetné množství přenosů nektaru Dharmy od Dzogčhen Rinpočhe Mingjur Namkhe Dordžeho a dalších mistrů.
V době kdy pobýval v jeskyních Jámantaky a Dlouhého života, odlehlých retreatových místech Rudamu, vložil veškerou svou energii do praxe meditace a dosáhl tak realizace nezměrné jako prostor.

### Předávání učení a Parinirvána
Ve věku třiceti let začal cestovat do Sertharu, Jarlung Pemaka a na další místa, kde rozsáhle učil shromáždění vyvolených vidjádharů na téma Tajná esence tantry. V Sertharu a v horních a dolních oblastech údolí Do předal nespočetné množství nauk Dharmy, učení na téma Cesty Bódhisattvy, Mani Kabum, Modlitbu přání Sukhavati a mnohé další. Za jeho působení v těchto krajích vymizely loupeže a přepadávání a také zrušil zvyk podávání masa při slavnostních příležitostech.
V Dzamthangu studoval s Tsangpa Ngawang Čödžorem Šest jóg a také se odebral do Minjaku kde mimo jiné vedl dlouhé diskuze s Dra Geše Tsultrim Namgjalem na téma pradžňápáramit. A takto putoval a bez osobních ambicí pracoval pro dobro všech bytostí, zříkajíce se všech světských zájmů a starostí.
Na Šrí Singha šedře v klášteře Dzogčhen, v Pemé Thangu a na dalších místech otočil nepřerušeně kolem Dharmy a předal zde mimo jiné nauky na téma Pět pojednání Majtréji, Střední cesta, Abhidharma, Tajná esence tantry, Pokladnice vzácných nauk a Objasnění tří slibů. Po několikaletém cyklu předávání nauk Cesty bódhisattvy v blízkosti kláštera Šrí Singha zde znenadání vykvetlo mnoho květin s třiceti až padesáti okvětními lístky nazývanými Serčen, které později vešly ve známost jako květiny bódhičárjavatáry.
Když terton Čhogjur Dečen Lingpa odvážel termu Demčok Sangje Ňamdžor z Rudam Kangtrö, zimní poustevny kláštera Dzogčhen, jmenoval Patrula Rinpočheho ochráncem tohoto a dalších cyklů zahrnující Esenci srdce tří rodin (tib. Riksum Ňingtik) a udělil mu všechna potřebná zmocnění, čtené transmise a instrukce.
Také putoval do Kathok Dordže Denu, kde rituálním obcházením a poklonami uctil relikvie velkých mistrů Dampa Dešeka, Tsangtön Dordžeho a Džampa Bumy. Na žádost Situ Čoktrul Čokji Lodra a dalších mistrů předal velkému shromáždění mnichů rozsáhlé nauky na téma Cesta bódhisattvy. Navštívil velké kláštery tradice Riwo Gendenpa jako například Seršul, Labtridu, Čuhor a další, kde také mimo jiné rozsáhle vyučoval na téma Cesta bódhisattvy. Díky jeho jasnému a výstižnému způsobu učení, kdy se vždy vracel k základnímu významu praxe, mu darovali květiny a vzdávali hold i držitelé titulu geše lharampa.
V blízkosti kláštera Dzogčhen založil centrum pro předávání nauk. Když opravoval velkou zeď tvořenou z kamenů mani (tib. do-bum), kterou postavila jeho předchozí inkarnace Palge Samten Phuntsok, zeď se stala ještě krásnější a větší než předtím a tak se stala známou jako Patrul Dobum.
Tento velký mistr oddal celý svůj život studiu, kontemplaci a meditaci a také debatám a psaním textů, které komponoval pro prospěch ostatních bytostí. Díky tomu se zasloužil o propagaci a studium takových textů, jakými jsou například Cesta bódhisattvy, Pojednání Majtréji, Tři skupiny slibů a Pokladnice vzácných kvalit. Díky svému velkému soucitu se také zasloužil o znovuoživení a znovu rozšíření takových nauk, jakými jsou Tajná esence tantry a praxe tsa-lung tradice Longčhen Ňingtik.
Osmnáctého dne, patnáctého kalendářní cyklu roku Ohnivého vepře, ve svátek Saga Dawa, manifestoval znaky rozpuštění formy těla do vše prostupujícího prostoru.